# Национальная обсерватория оптической астрономии
Национальная обсерватория оптической астрономии (англ. National Optical Astronomy Observatory (NOAO)) — американская национальная обсерватория для наземной ночной оптической, ультрафиолетовой и инфракрасной астрономии. Национальный научный фонд (NSF) финансирует NOAO, чтобы предоставить передовые астрономические исследовательские установки для американских астрономов. Однако профессиональные астрономы из любой страны мира могут подать заявку на использование телескопов управляемых NOAO согласно политике «открытого неба» NSF. Астрономы подают заявки для экспертной оценки, чтобы получить доступ к телескопам, которые работают по расписанию каждый день круглый год за исключением Рождества и кануна Нового года. Сочетание действительно открытого доступа и основанного на заслугах научного заявочного процесса делает NOAO уникальной обсерваторией в мире.
Штаб-квартира обсерватории находится в Тусоне, штат Аризона, там же находится штаб-квартира Национальной солнечной обсерватории.

## ТелескопыNOAO
NOAO работает с исследовательскими телескопами мирового уровня как в Северном, так и Южном полушариях. Эти телескопы находятся в Китт-Пик, Аризона, США, и в Серро-Тололо, Чили. Дополненные необходимыми астрономическими приборами, две площадки позволяют астрономам делать наблюдения по всему небу. Инструменты включают в себя оптические до коротких инфракрасных волн (от 0,4 до 5 микрометров) камеры и спектрометры.

## Межамериканская обсерватория Серро-Тололо

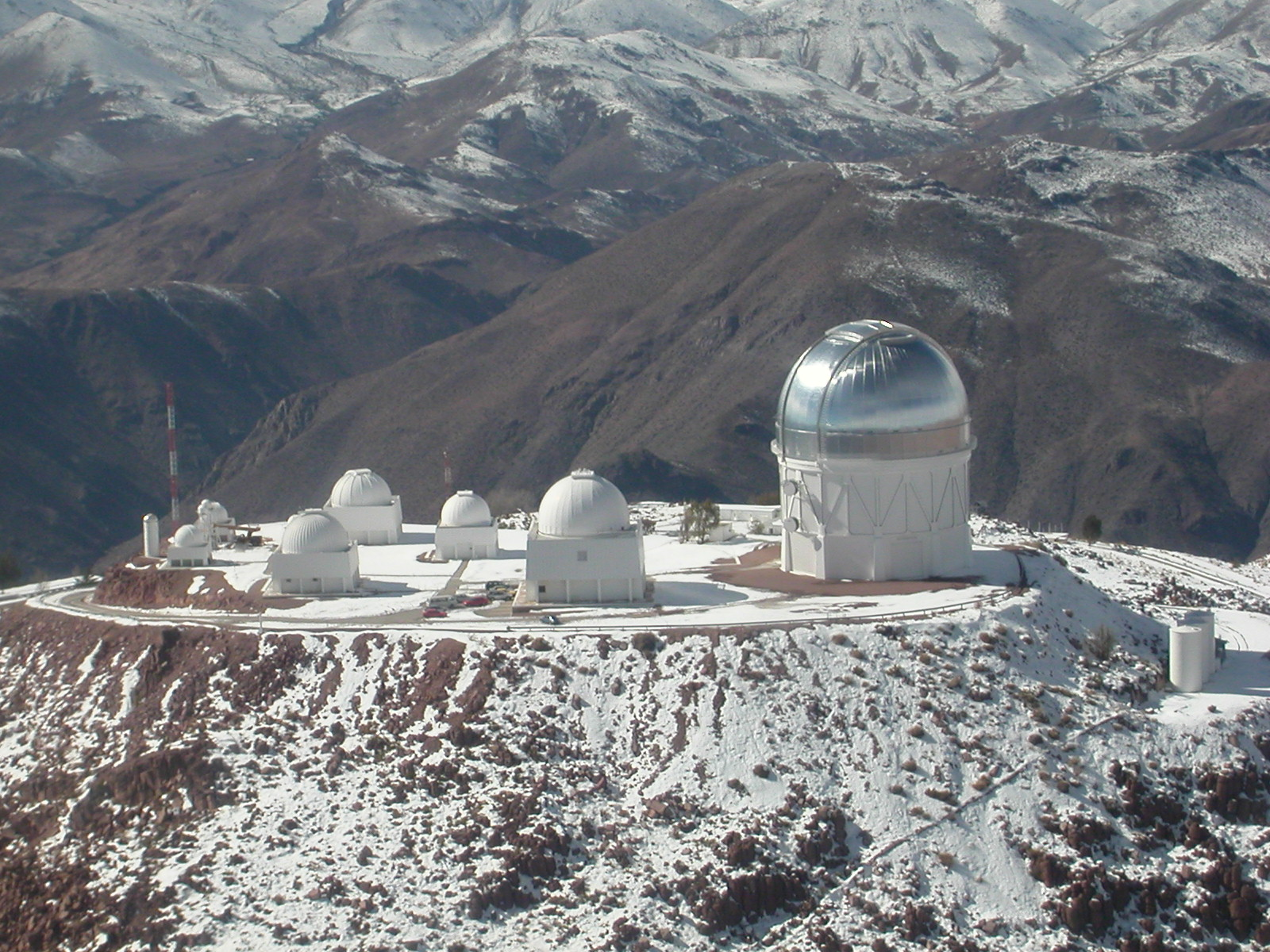
Межамериканская обсерватория Серро-Тололо

## Национальная обсерватория Китт-Пик

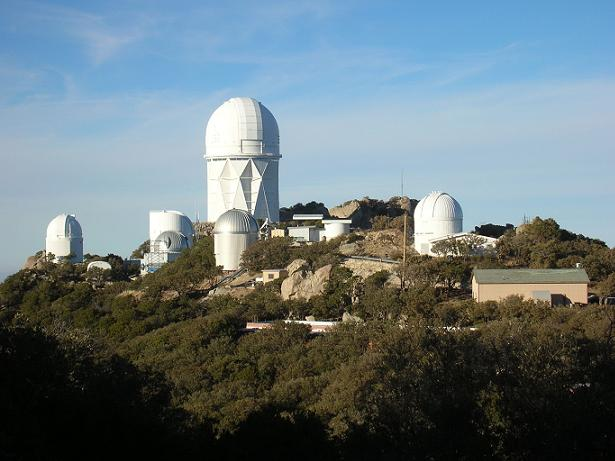
Национальная обсерватория Китт-Пик

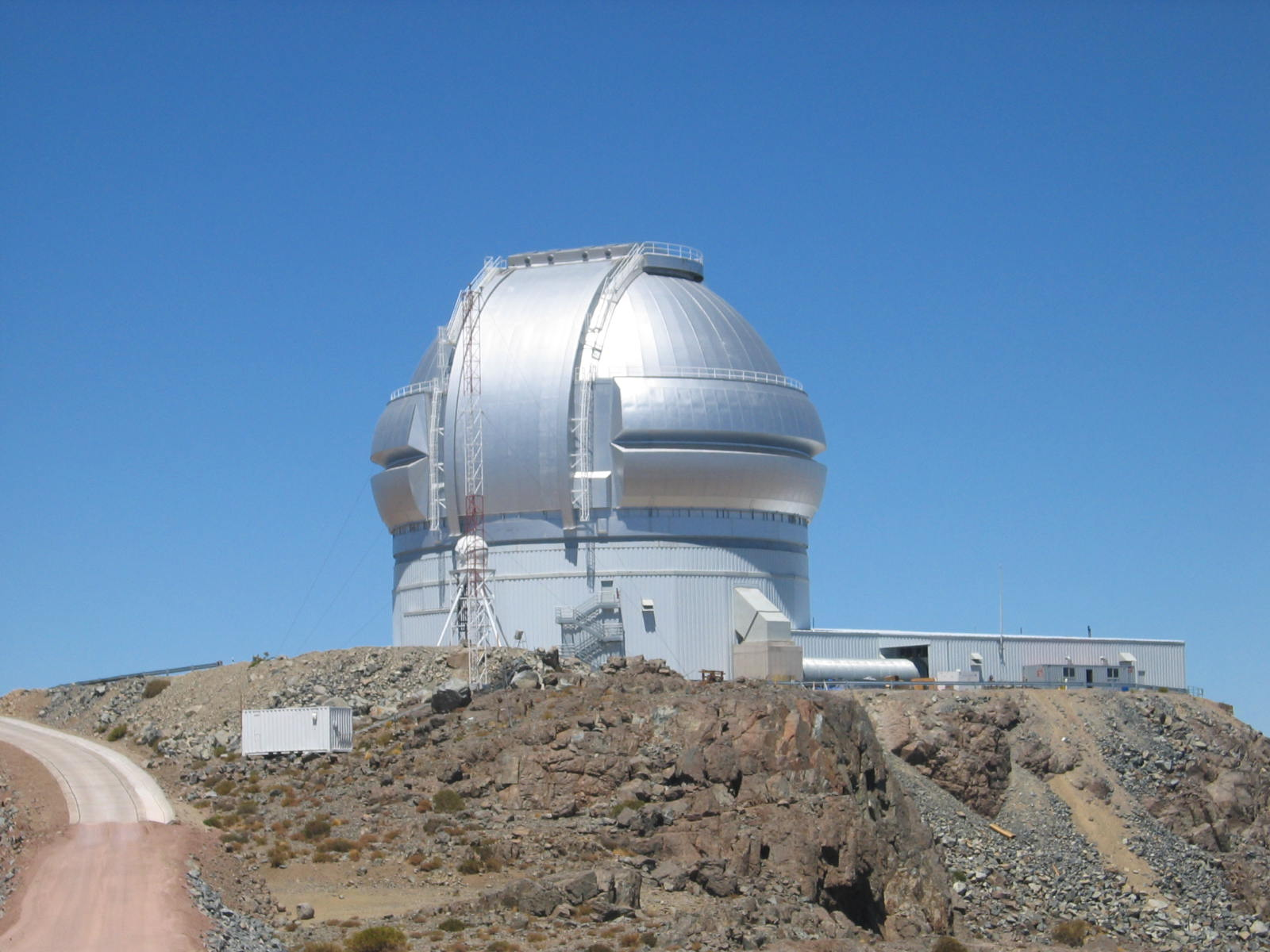
Обсерватория Джемини на горе Серо Пачина в Чили

## Обсерватория WIYN

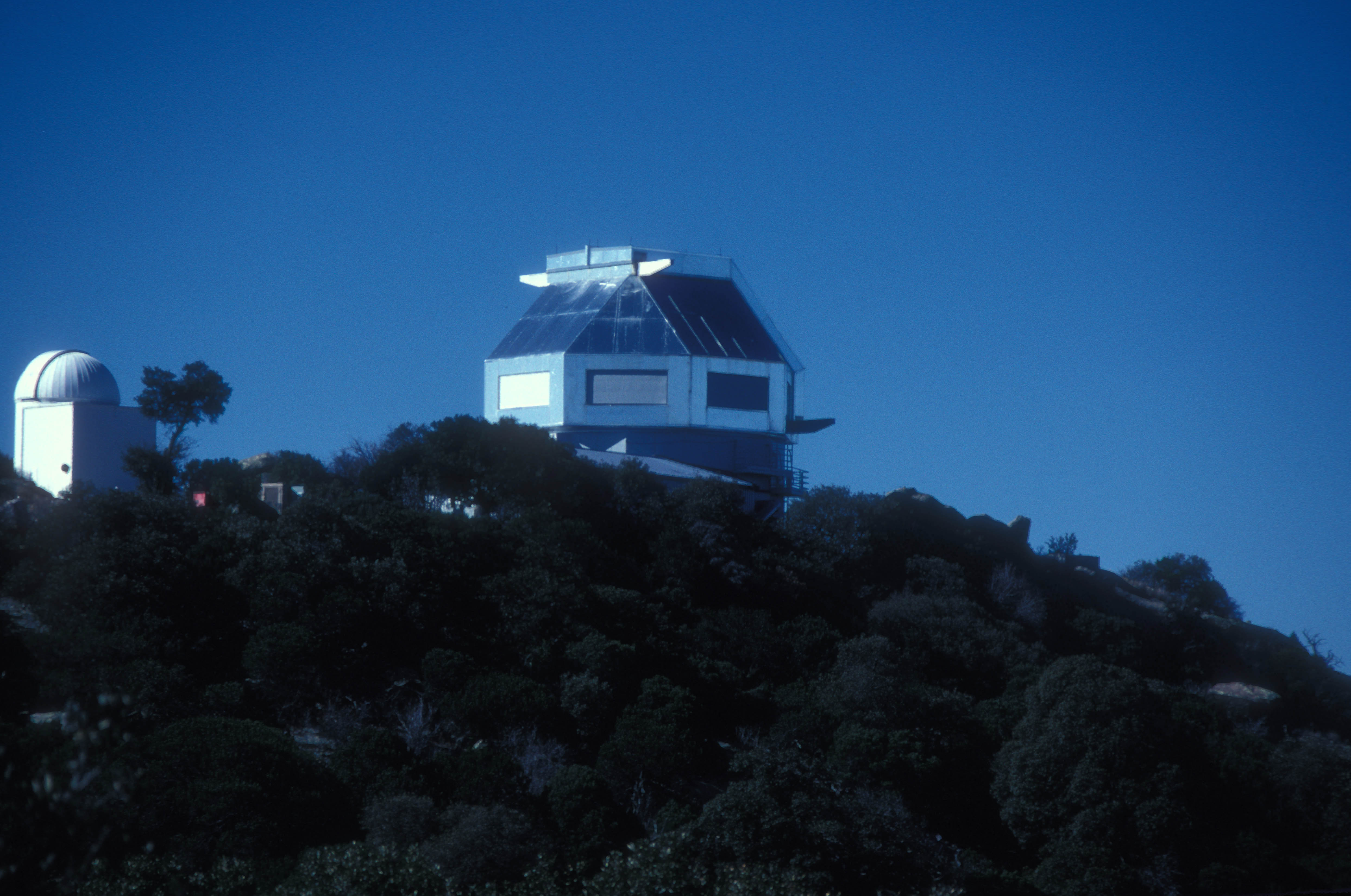
Обсерватория WIYN на горе Китт-Пик в Аризоне